# Штельбаумс, Николай Николаевич
Николай Николаевич Штельбаумс (латыш. Nikolajs Štelbaums; 13 октября 1933, Ужавская волость, Латвия — 3 апреля 2008, Омск, Россия) — советский конькобежец. Мастер спорта СССР (1957).

## Биография
В детстве вынужден был переехать в Сибирь вместе со своей семьей в 1949 году в связи с советской операцией по массовой депортации жителей Латвии. Во время спортивной карьеры жил в Омске, выступал за «Буревестник».
В 1952 году норвежский конькобежец Яльмар Андерсен установил легендарный мировой рекорд в беге на 10 000 м со временем 16:32,6. Первым спортсменом, который улучшил время Андерсена, был Штельбаумс, который показал результат 16:31,4 в Челябинске 4 февраля 1959 года. Однако его результат не был официально признан Международным союзом конькобежцев и поэтому не фигурирует в официальных списках мировых рекордов.
31 января 1960 года на Медеу Штельбаумс (16:18,9) и Владимир Шилыковский (16:13,1) показали более быстрое время сравнительно с рекордом Андерсена на традиционных соревнованиях на приз Совета министров Казахской ССР; но и эти рекорды не были официально ратифицированы ИСУ. На зимних Олимпийских играх 1960 года четыре недели спустя сначала Чель Бекман (16: 14,2), а затем Кнут Йоханнесен (15: 46,6) наконец понизили официальный мировой рекорд Андерсена, а Штельбаумс был дисквалифицирован в этой гонке (дважды пробежал круги по внутренней дорожке в гонке на 10 000 м).
В 1960-м один из лучших стайеров мира в конькобежном спорте Николай Штельбаумс провалил ОИ в Скво-Вэлли, неправильно сменив дорожку и получив дисквалификацию. «Дальше Колымы не сошлют», решил Штельбаумс, и ушел в загул, не зная ни слова по-английски. К полуночи спортсмена не было в номере в Олимпийской деревне, «граждане в серых костюмах», сопровождавшие команду в США, очень сильно возбудились. Местонахождение Штельбаумса было неизвестно. Полвторого ночи Штельбаумс вкатился в Олимпийскую деревню в кабриолете (зимой!) с американцами, в состоянии «в дым». Кабриолет яростно сигналил, американцы орали, Николай вышел и поднялся в номер, где его уже ждали. Осознав диспозицию, Николай Николаевич абсолютно трезвым голосом, правильно расставляя ударения в словах русского языка, сообщил, что он вернулся, он не собирается никуда сбегать, но он обещал американским товарищам парадную шубу и обещание необходимо исполнить, иначе империалисты будут считать коммунистов обманщиками. Поэтому он просит разрешения у ответственных товарищей выйти на балкон и выбросить шубу в руки американцев. Товарищи дали разрешение. Штельбаумс вышел на балкон и выпрыгнул вместе с шубой в сугроб, который доходил до середины первого этажа. После чего залез в кабриолет и, под громкие крики и сигналы, уехал в ночь. С империалистами. И шубой. Старший тренер сборной СССР Константин Константинович Кудрявцев, тогда приложил неимоверные усилия, чтобы Николая не сильно расстреливали. Иронично было то, что именно «Кока» был тем человеком, из-за которого Штельбаумс провалил ОИ, дело было в отборе, который провели слишком близко к вылету в США, парни не успели восстановиться и Штельбаумса на десятке накрыло так, что он не понимал куда нужно переходить при смене дорожек.( источник телеграмм канал Сергея Лисина "Голый Спорт")
Участвовал во всех советско-российских чемпионатах по многоборью с 1958 по 1963 год, заняв 6-е место в 1959 году в Вологде — его лучший результат; в этом случае он также выиграл 10 000 м и бронзу на 5 000 м. Он дважды выигрывал серебро на 10 000 м, в 1958 году в Свердловске и в 1961 году в Горьком. Однако он никогда не был выбран для участия в международных чемпионатах по многоборью.

## Семья
Жена — Вера Ефремовна Штельбаумс, профессиональный тренер и заслуженный мастер спорта по художественной гимнастике.
Дочь — Елена Николаевна Арайс, заслуженный тренер России по художественной гимнастике.